# Paramesotriton guanxiensis
Paramesotriton guanxiensis es una especie de anfibios urodelos de la familia Salamandridae.

## Distribución geográfica
Es endémica del sur de Guangxi (China) y del norte de Vietnam. Su rango altitudinal oscila entre 470 y 480 m s. n. m..

## Estado de conservación
Se encuentra amenazada por la pérdida de su hábitat natural.